# Vil·la residencial a l'Horta
La Vil·la residencial a l'Horta era una obra de Lleida inclosa a l'Inventari del Patrimoni Arquitectònic de Catalunya.

## Descripció
Era un habitatge unifamiliar aïllat, de planta baixa i pis, amb una torre de planta baixa i dos pisos. Façana de transició noucentista amb predomini de l'obertura sobre el mur massís, de composició senzilla basada en l'ortogonalitat de línies i volums. Murs de càrrega remarcats amb gruixos més potents. Un porxo i una tribuna li confereixen major acolliment i prestigi.
Edifici actualment enderrocat; tot aquest sector està força transformat, amb nombrosos edificis de nova construcció.